# Герцог д’Омон
Герцог д’Омон (фр. duc d'Aumont) — французский дворянский титул.

## История
Жалованной грамотой Людовика XIV, данной в ноябре 1665 в Париже, маркизат Л'Иль (l'Isles) в Шампани был возведен в ранг герцогства-пэрии под названием Омон в пользу маршала Франции Антуана д’Омона де Рошбарона и его потомства мужского пола, рожденного в законном браке.
В случае отсутствия мужских наследников герцогство «возвращалось в свое первоначальное состояние».
Пожалование было зарегистрировано Парламентом на lit de justice 2 декабря 1665 и Счетной палатой 13 декабря 1666.
Дом д’Омон пресекся в 1888 году со смертью холостого герцога Луи-Мари-Жозефа.

## Герцоги д’Омон
1. 1665—1669 — Антуан д’Омон
2. 1665—1704 — Луи-Мари-Виктор д’Омон, сын предыдущего
3. 1704—1722 — Луи д’Омон, сын предыдущего
4. 1722—1723 — Луи-Мари д’Омон, сын предыдущего
5. 1723—1782 — Луи-Мари-Огюстен д’Омон, сын предыдущего
6. 1782—1799 — Луи-Мари-Ги д’Омон, сын предыдущего
7. 1799—1814 — Луи-Александр-Селест д’Омон, брат предыдущего
8. 1814—1831 — Луи-Мари-Селест д’Омон, сын предыдущего
9. 1831—1848 — Адольф-Анри-Эмери д’Омон, сын предыдущего
10. 1848—1888 — Луи-Мари-Жозеф д’Омон, сын предыдущего